# Bang Gang
Bang Gang ist eine Band aus Island.  Bang Gang ist auch das musikalische Alias des Songwriters und Produzenten Barði Jóhannsson, der die Band gründete und in Reykjavík lebt.
1998 erzielte Bang Gang einen Hit in Europa mit So Alone? und sie gewannen eine Ausstrahlung auf MTV Europe. Daraus resultierte die Veröffentlichung des Debüts You. Bang Gang hat bisher vier Alben veröffentlicht. Ghosts From The Past wurde 2008 veröffentlicht. 2007 trat Bang Gang auf dem South by Southwest Festival auf. Mit sieben Jahren Abstand wurde 2015 The Wolves Are Whispering veröffentlicht.

## Diskografie
- You (1998)
- Something Wrong (2003)
- Ghosts from the Past (2008)
- The Wolves Are Whispering (2015)